# Stegskopf

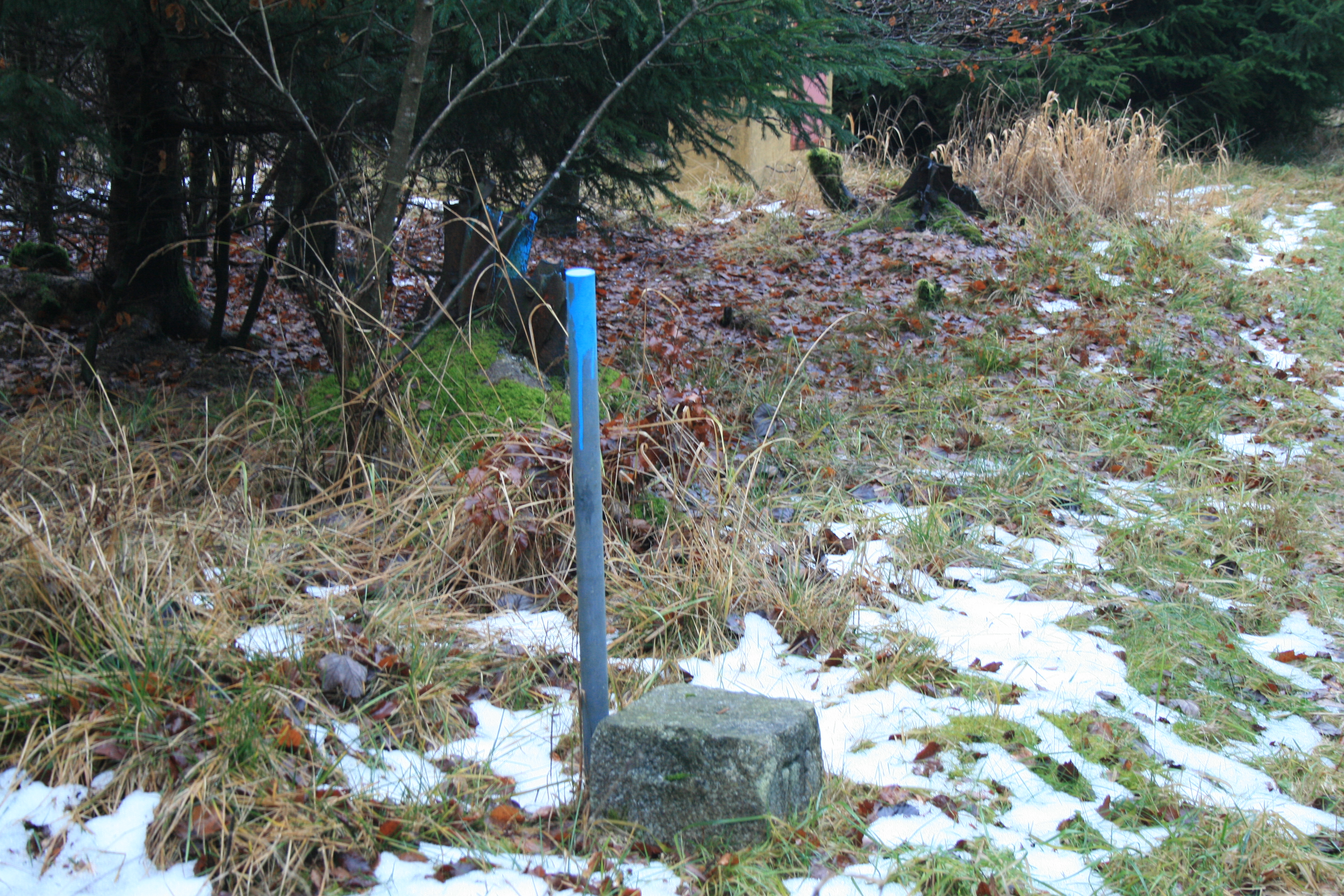
Trigonometrischer Punkt auf dem Stegskopfgipfel

Der Stegskopf ist mit 654,4 m ü. NHN nach der Fuchskaute die zweithöchste Erhebung des Westerwalds und liegt im Gemeindegebiet von Emmerzhausen im rheinland-pfälzischen Landkreis Altenkirchen.

## Geographie

### Lage
Der Stegskopf befindet sich als Teil des „Hohen Westerwalds“ (höchstes Gebiet des Westerwalds) im Ostteil des Landkreises Altenkirchen etwa 2 km südlich von Emmerzhausen bzw. direkt westnordwestlich von dessen Ortsteil „Stegskopf“. Nach Nordwesten fällt die Landschaft über das Kleine Steinchen (587,3 m) nach Derschen ab, dem Kernort der gleichnamigen Gemeinde. Etwas mehr als 1 km östlich des Stegskopfs verläuft ein Abschnitt der Grenze zum Bundesland Nordrhein-Westfalen, in dem ostnordöstlich des Bergs der Burbacher Gemeindeteil Lippe liegt. In Richtung Südosten fällt das Gelände nach Stein-Neukirch ab.
Auf dem Stegskopf, wo es viele verlassene Quarzit- und Basaltbrüche gibt, befindet sich dichter Nadelwald.

### Naturräumliche Zuordnung
Der Stegskopf gehört in der naturräumlichen Haupteinheitengruppe Westerwald (Nr. 32) und in der Haupteinheit Hoher Westerwald (322) zur Untereinheit Westerwälder Basalthochfläche (322.0).

### Fließgewässer
Auf und am Stegskopf entspringen – teils im Gebiet des Truppenübungsplatzes Daaden – unter anderem diese Fließgewässer: „Kleine Nister“ und „Schwarze Nister“, die in südliche Richtungen fließen und in die Nister münden, sowie Daade und Buchheller, die nach Norden der Heller zustreben. Damit gehören der Stegskopf und die Fließgewässer zum südlichen Einzugsgebiet der Sieg. Die Kleine Nister entspringt dem Derscher Geschwämm, einem Niedermoor mit Ansätzen zum Zwischenmoor.

## Schutzgebiete
Auf dem Stegskopf liegen Teile des Fauna-Flora-Habitat-Gebiets Feuchtgebiete und Heiden des Hohen Westerwaldes (FFH-Nr. 5314-304; 47,8 km²) und des Vogelschutzgebiets Westerwald (VSG-Nr. 5312-401; 289,48 km²).

## Truppenübungsplatz Daaden
Der Stegskopf wurde auch durch den 1914 erstmals erwähnten und 1958 von der Bundeswehr übernommenen ehemaligen Truppenübungsplatz Daaden (Lager Stegskopf) bekannt, der sich als Militärischer Bereich südlich von Derschen und Emmerzhausen befand; der Berg liegt an dessen Nordrand. Das Lager Stegskopf des Truppenübungsplatzes wurde von der Bundeswehr im Zuge ihrer Neuausrichtung aufgegeben, das gesamte Gelände zum 1. Juli 2014 an die Bundesanstalt für Immobilienaufgaben als neue Eigentümerin übergeben. 2016 übernahm die DBU Naturerbe GmbH, Tochtergesellschaft der Deutschen Bundesstiftung Umwelt, 1882 Hektar der Fläche. Der Platz führt nun den Namen DBU-Naturerbefläche Stegskopf. Die erste Vogelerfassung 2023 dokumentierte 68 Vogelarten im Gebiet, davon brüten 46 Arten. Dort gab es 2023 121 Neuntöter-Reviere, 98 Braunkehlchen-Reviere, 130 Baumpieper-Reviere, 37 Wiesenpieper-Reviere, 94 Goldammer-Reviere und 105 Buntspecht-Reviere. Andere Vogelarten im Gebiet sind Schwarzstorch und Tannenhäher.
Die Funkmess-Einheiten Prinz Eugen – Tegetthoff (1943–1945) nannten sich Stegskopfer, da sie im Lager Stegskopf Sonderlehrgänge zur Hochfrequenztechnik besuchten. Diesen Einheiten gehörten einige später bekannte Nachrichtentechniker und Physiker an, so beispielsweise Alfred Fettweis, Wolf Häfele, Herbert Daniel und Walter Mayer.